# Setsuna Meiō
Setsuna Meiō  (冥王 せつな Meiō Setsuna?, conocida también como "Trista", "Raquel" o "Severine"), alias Sailor Pluto (セーラープルート Sērā Purūto?, a veces traducido como "Sailor Plut" o "Guerrero Plutón"), es un personaje de la serie de manga y anime japonesa, Sailor Moon, así como también de otras adaptaciones de la misma obra. Este personaje es presentado por primera vez en el segundo arco argumental del manga original (conocido por el nombre de "arco Luna Negra"), así como también en la segunda temporada de la serie de anime de los años 90, llamada Sailor Moon R, y en la temporada 2 de Sailor Moon Crystal. Es una de las guerreras del tipo Sailor Senshi que aparecen en la trama, y dentro del grupo de Sailor Senshi del Sistema Solar pertenece al equipo de las una de las Sailor Senshi del Sistema Solar Externo, que se ocupan de proteger al Reino de la Luna y Milenio de Plata desde tiempos antiguos. 
En su alias de Sailor Pluto, este personaje se dedica a cuidar de una estructura llamada la "Puerta del Tiempo" o "Puerta Espacio-Temporal", una misteriosa puerta ubicada en una especie de región del inframundo, la cual permite viajar al pasado y al futuro. La misión de Sailor Pluto consiste en no permitir que nadie pase a través de esta puerta para viajar en el tiempo sin permiso, puesto que de lo contrario cualquiera podría hacer uso de ella para causar cambios impredecibles en la Historia.

## Perfil
Esta heroína es retratada al principio como una guerrera desconocida, de ojos rojizos y largo cabello verde oscuro, la cual es presentada a Sailor Moon y sus amigos a través de Chibiusa. Sailor Pluto es una guerrera cuyos poderes están relacionados con la protección del espacio-tiempo y con el Inframundo. Inicialmente se la muestra solo en su calidad y apariencia de Sailor Senshi, Sailor Pluto; mientras que su identidad alterna como "Setsuna Meiō", que vive en Tokio bajo la apariencia de una muchacha ordinaria, solo se revela mucho más tarde. Tanto bajo su identidad de justiciera como en su identidad de ciudadana normal, Sailor Pluto o Setsuna Meiō es considerada la mayor de todas las guerreras Sailor Senshi que combaten el mal junto a Sailor Moon; cuya apariencia es la de una mujer de dieciocho años o incluso más. Identificada a veces como descendiente del dios del Tiempo, Chronos, Sailor Pluto lleva los títulos de "Guardiana del Inframundo" y de "Guerrera de la Transformación" o "Guerrera del Cambio"; quien lleva la protección de Plutón, el llamado "planeta del Inframundo" o "planeta del Tiempo y del Espacio".
En la serie, el espacio-tiempo es mostrado como una dimensión brumosa en una especie de inframundo y fuera de la realidad física; así como un territorio sagrado e inviolable que no debe ser transgredido. Por lo tanto esta justiciera (en su papel de "Guardiana del Inframundo") es quien protege una puerta del Espacio-Tiempo que se encuentra en el inframundo y que permite salir de allí al mundo físico, en el tiempo y espacio específicos que uno desee. Ésta es la Puerta Espacio-Temporal; conocida también como "Puerta del Infierno, frontera de los tiempos", o "Puertas del Inframundo, entre un tiempo y otro".
| Datos extra sobre Setsuna |                |
| Nombre real (japonés)     | Setsuna Meiō   |
| Nombre español            | Raquel Meioh   |
| Nombre latinoamericano    | Setsuna Meioh  |
| Nombre estadounidense     | Trista Meiou   |
| Fecha de nacimiento       | 29 de octubre  |
| Horóscopo                 | Escorpio       |
| Tipo de sangre            | A              |
| Color favorito            | Rojo oscuro    |
| Comida favorita           | Té verde       |
| Comida que odia           | Berenjenas     |
| Pasatiempo                | Ir de compras  |
| Materia favorita          | Física         |
| Materia que odia          | Música         |
| Habilidad especial        | La Costura     |
| Le teme a                 | Las cucarachas |
| Sueño por cumplir         | Ser diseñadora |

Para realizar esta misión, ella siempre lleva consigo su báculo que puede abrir la Puerta del Espacio-tiempo, el Cetro de Granate; cuya forma es la de una llave muy larga. Su creadora, Naoko Takeuchi, ha afirmado en notas preliminares que, al momento de su aparición en la serie, Sailor Pluto ya había gobernado el Tiempo en absoluta soledad desde hace miles de años. Debido a su posición como guardiana del mismo, se da por sentado que Sailor Pluto posee algún conocimiento privilegiado acerca del devenir de los sucesos, incluyendo lo que sucederá en un futuro lejano. Pero este conocimiento solo se define muy vagamente, sin que se llegue a saber nunca su verdadero límite o alcance.
En críticas y análisis de la obra, Sailor Pluto ha sido descrita como una justiciera cuya personalidad a veces muestra un lado estricto y, en el anime de los 90, un temperamento un tanto frío e impersonal. Sin embargo, en la trama también se sugiere que, al permanecer casi siempre junto a las Puertas del Tiempo, en un lugar desconocido para la mayoría de las personas, son escasos los momentos en que realmente puede interactuar con otros. En el manga y Crystal, sus deberes como protectora del Portal Espacio-temporal son caracterizados incluso de manera aún más severa. Allí, aparece como una guardiana que debe ejercer dicha misión bajo leyes muy estrictas; como lo son por ejemplo, los tres Tabúes de su Piedra Granate. Puede llegar a ser implacable, capaz incluso de ejecutar a todo aquel que se atreva a ingresar al Inframundo en busca de dicho portal. En la segunda temporada, cuando se encuentra por primera vez frente a frente con Sailor Moon, casi la asesina antes de darse cuenta de quién es, afirmando que "todos aquellos que desobedezcan el tabú deben ser eliminados". La gata Luna les informa a los demás que, según dicta la leyenda, no se debe permitir a nadie el conocimiento de que Sailor Pluto existe, debido a la jurisdicción y naturaleza de ésta, y que hasta entonces, que ella supiera, nunca antes nadie la había visto. Luna también la denomina como "una guerrera solitaria", notando la tristeza reflejada en sus ojos.
Aun así, en forma consistente dentro de todas las versiones y adaptaciones, ella está siempre demostrando su afecto por Chibiusa y, con el correr de la serie, posteriormente, también por otros de los protagonistas. En la segunda temporada, finalmente permite a Sailor Moon, Tuxedo Mask y a las Sailor Senshi del Sistema Solar Interno utilizar la Puerta del Tiempo para viajar al futuro y salvar la ciudad de Tokio de Cristal, a pesar de que tal acto de benevolencia normalmente le estaba prohibido. A partir de ese momento, en numerosas ocasiones, se muestra dispuesta a arriesgar su vida (e incluso sacrificarla) para proteger a otras de las Sailor Senshi. En la tercera temporada, para unirse a Sailor Uranus y Sailor Neptune en su lucha contra los "Death Busters", asume temporalmente una segunda identidad como Setsuna Meiō; una estudiante de ciencias que con frecuencia utiliza sus avanzados conocimientos para investigar a los enemigos, mientras aparenta ser una joven universitaria común y corriente. Solo entonces es que ella se permite dejar de vigilar la puerta, para vivir temporalmente en la ciudad de Tokio e interactuar con otros, como el resto de sus compañeras (las otras Sailor Senshi del Sistema Solar). 
Más adelante, luego de que las guerreras del Sistema Solar Externo regresan de un tour alrededor del mundo, ella y las demás se reúnen con Sailor Moon de nuevo; para asistir a ésta y al resto del equipo a vencer (consecutivamente) a más grupos de nuevos enemigos. En estas circunstancias, ella se va volviendo cada vez menos introvertida, y aunque en el anime de los 90 permanece su actitud poco efusiva, en el manga y en Crystal inculso se la empieza a dotar de más escenas cómicas. Hacia el final de la serie en la trama del manga y de Sailor Moon Cosmos, se la ve trabajar como enfermera de la escuela donde asisten Chibiusa y Hotaru; teniendo a ambas como sus "pacientes" predilectas. 
Los dos kanji que componen el nombre de Meiō, el apellido de Setsuna, pueden traducirse como "oscuro" (冥 mei?) y "rey" (王 ō?); es decir, "Rey Oscuro". Juntos constituyen el nombre del planeta Plutón en japonés, Meiōsei. El nombre de Setsuna en cambio está escrito en hiragana "Setsuna" (せつな setsuna?), por lo que su significado no es inherente; aunque la palabra setsuna en sí misma significa "momento". También puede tomarse como un derivado de la palabra setsunai, que quiere decir "doloroso".

## Biografía
Tanto en el anime como en el manga, Sailor Pluto aparece como un personaje presentado al grupo de Sailor Moon, Tuxedo Mask y sus amigas hacia la mitad de la segunda temporada, a través de Chibiusa. También es gracias a su amistad con esta guerrera que Chibiusa se entera de la existencia de la Puerta del Tiempo, custodiada por ella. Cuando el mundo del siglo XXX en el que ella vive es atacado por unos enemigos, llamados "Black Moon", Chibiusa decide utilizar la puerta para viajar al pasado a buscar ayuda. Mientras que en la adaptación de Sailor Moon R Sailor Pluto sabe que Chibiusa ha ido al pasado y le aconseja permanecer allí, en las temporadas equivalentes del manga y de Sailor Moon Crystal Chibiusa viaja al siglo XX sin el permiso de Sailor Pluto. En esas sagas, Chibiusa logra distraer a Sailor Pluto con la ayuda de su juguete, "Luna P.", para robarle una de las llaves especiales que permiten usar la Puerta del Tiempo y que ésta lleva atadas a una cadena alrededor de la cintura. Luego de esto, Sailor Pluto ignora cuál ha sido exactamente el destino final de la niña tras cruzar el portal espacio-temporal.

El símbolo astronómico de Plutón es el símbolo de Sailor Pluto en la serie.

Chibiusa llega entonces al siglo XX, y recibe la protección de la protagonista de la serie Sailor Moon, junto a Tuxedo Mask y sus amigos. Gracias a eso, es por medio de Chibiusa que, con el correr de los capítulos, éstos finalmente se encuentran con Sailor Pluto por primera vez. En el manga y en Sailor Moon Crystal, ellos no llegan a conocerla sino hasta que Chibiusa logra convencerlos de ir al futuro a detener a los de Black Moon; con lo cual van a la Puerta del Tiempo y allí se topan con esta guerrera. En cambio, en Sailor Moon R Sailor Pluto se muestra por primera vez un poco antes de eso. Esto ocurre al poco tiempo de que Chibiusa llega al siglo XX y empieza a sufrir pesadillas que le envía uno de los líderes de Black Moon, el Gran Sabio. Una de estas pesadillas acaba afectando tanto a Chibiusa que ella queda prisionera dentro, incapaz de despertar. Entonces una imagen holográfica de Sailor Pluto se presenta y envía a Sailor Moon y a las Sailor Senshi dentro del sueño de Chibiusa a rescatarla. Estas logran liberarla y reciben el agradecimiento de Sailor Pluto, quien se retira. Más tarde, cuando Chibiusa al fin les revela la verdad sobre su origen y los convence de viajar al futuro junto con ella, es que por fin se encuentran personalmente con Sailor Pluto también en esta versión.
Una vez llegados al siglo XXX, Sailor Moon y sus amigos se enfrentan al grupo de Black Moon para liberar a la Tierra de su ataque. En Sailor Moon R, Sailor Pluto no participa en la batalla, sino que se ve forzada a quedarse protegiendo la Puerta del Tiempo. En la versión del manga y en Sailor Moon Crystal, en cambio, Sailor Pluto logra ir en ayuda de los demás gracias a que la gata Diana ofrece a quedarse un momento vigilando la Puerta en su lugar. Cuando el planeta Tierra está a punto de ser destruido por las acciones del Príncipe Diamante, de los Black Moon, Sailor Pluto lo evita utilizando su poder prohibido: el poder de detener el Tiempo. Gracias a esto, este ataque es frustrado y los otros pueden continuar luchando hasta vencer a los enemigos; aunque por haber hecho uso de su poder prohibido (y haber violado los tabúes de su Piedra Granate), Sailor Pluto finalmente muere. Sin embargo la madre de Chibiusa, la Neo Reina Serenity (hija de la antigua Reina Serenity) envía el alma de esta guerrera a reencarnar al pasado, para vivir en el siglo XX junto a Sailor Moon y las demás justicieras.

### Aparición de Setsuna Meiō
| “                                                             | "Mi planeta guardián es Plutón el planeta del Cambio y el Tiempo Soy la guardiana del tiempo; soy Sailor Pluto". | ” |
| —Sailor Pluto, frase de presentación en la tercera temporada. | |   |

Al fin, los de Black Moon son derrotados y el mundo del siglo 30 es salvado, por lo que Sailor Moon y los demás regresan a su propia época. Más adelante se encuentran con un nuevo enemigo, las Brujas 5, quienes forman parte de una organización clandestina que trata de ayudar a unos seres extraterrestres a apoderarse del planeta. Esta organización se autodenomina con el nombre de "Death Busters". Mientras tratan de combatir a este nuevo oponente, aparece para ayudarles nuevamente Sailor Pluto. Es entonces que descubren que ahora ella posee una segunda identidad alterna bajo la cual vive como persona normal en el siglo XX. Esta identidad es Setsuna Meiō. Bajo la apariencia de Setsuna, Sailor Pluto se muestra como una estudiante universitaria común y corriente que reside en la ciudad de Tokio. En el manga y en Sailor Moon Crystal, Setsuna es la reencarnación de Sailor Pluto que se originó gracias al poder de la Neo Reina Serenity del siglo XXX. En la temporada equivalente del anime de los años 90 (Sailor Moon S), en contraste, Setsuna es simplemente una nueva identidad asumida por Sailor Pluto; ya que en esta versión ella no había muerto y no le fue necesario reencarnar. Esto es porque en esta primera versión animada, a diferencia de como ocurre en la trama de otras versiones, la primera muerte de Sailor Pluto (que sucede a raíz de romper uno de los tabúes de la Piedra Granate) ocurre mucho más tarde en esta adaptación de la historia; mientras se enfrentan a los extraterrestres que colaboran con las Brujas 5. Su participación posterior en la derrota de los enemigos que aparecieron después de ellos, sin embargo, es mucho más similar en ambas versiones. 
Con el tiempo se descubre que citada esfera de granate en el extremo superior del báculo de Sailor Pluto (llamada Garnet Orb en el gairaigo original), es uno de los tres talismanes que juegan un papel importante en la derrota de las Brujas 5 y sus aliados. Los otros dos talismanes son la espada de Sailor Uranus y el espejo de Sailor Neptune. Cuando estos tres objetos se reúnen, pueden invocar un cuarto objeto llamado el Santo Grial o Copa Lunar, que transforma a Sailor Moon en "Súper" Sailor Moon y le otorga nuevos poderes para derrotar a su oponente. En la versión manga y de Crystal, por otra parte, estos tres objetos también sirven para invocar a la guerrera destructora Sailor Saturno.
Después de que los extraterrestres son también vencidos, Setsuna junto con Haruka (Sailor Uranus) y Michiru (Sailor Neptune) adoptan a la recién renacida Hotaru Tomoe. Ellas cuatro ayudan a Sailor Moon y al resto de las guerreras Sailor Senshi a derrotar a otros dos adversarios, la reina Neherenia y luego las Sailor Animamates de Sailor Galaxia. Sailor Galaxia y sus seguidoras logran matar a algunas de las Sailor Senshi del planeta Tierra, entre las que se encuentra Sailor Pluto; pero todas son finalmente resucitadas por medio del poder de sus semillas estelares o cristales sailor. La serie termina con la derrota de Sailor Galaxia, luego de la cual Sailor Pluto y las demás son libres de continuar con sus vidas normales.

## Creación y desarrollo
En los bocetos preliminares que Naoko Takeuchi hizo de Sestuna, se muestra que ésta ya pensaba en ella como un personaje que, inicialmente, sólo tendría una única identidad; la de su rol como justiciera, "Sailor Pluto": una Sailor Senshi que (a diferencia de las otras) no podría al principio abandonar nunca su puesto de combate, ubicado en el inframundo. Por esta razón, al momento de su introducción en la historia, debía mostrarse sólo en su calidad de guardiana; y por lo tanto carente de una segunda identidad secreta (como la que tenían Sailor Moon y las demás) para vivir como una persona común y corriente, en Tokio. En algunos comentarios personales al final del cuarto tomo de la edición renovada del manga, posteriormente, la autora expresó que desde un principio había concebido a Sailor Pluto como una guerrera de cabello y tez más oscuros que los de las demás justicieras, para darle unos "rasgos más fuertes".
Al ser concebida como la sexta integrante del equipo de la protagonista, quien debía integrarse a la trama como la heroína que representara al planeta Plutón; una buena parte de los detalles del diseño de Sailor Pluto ya se correspondían con varios elementos tradicionalmente conectados a este planeta, tanto en su astrología como en cuanto a su mitología. La mayoría de estos coinciden con el rol de su deidad epónima en la mitología occidental clásica. Su título como la "guardiana del inframundo" (冥土の番人 ／ 冥界の番人 Meido no ban'nin／Meikai no ban'nin?), por ejemplo, establece su relación simbólica con Hades; el dios griego de los muertos, descrito como "sombrío" y de cabello "oscuro"; que con el tiempo fue identificado con Plutón, su equivalente romano: el mismo título designa a Sailor Pluto, literalmente, como "la guardiana del mundo sombrío"; donde los términos de "meido" (冥土 Meido?, "tierra sombría") y "meikai" (冥界 Meikai?, "mundo sombrío") constituyen, respectivamente, los dos nombres con los que en el idioma japonés se hace referencia al Inframundo griego. Siguiendo esa misma línea, "Viento del Inframundo" es uno de los nombres alternativos de la técnica comúnmente conocida como "dead scream" (デッド・スクリーム ／ 破滅喘鳴  deddo sukurīmu／hametsu zenmei ?, "grito de los muertos" ／ "sibilancia de destrucción"); la cual es la principal técnica de ataque del personaje, en su papel de justiciera, durante varias de las temporadas. Igual a como ocurre con su contraparte mítica, el símbolo de Sailor Pluto también son las llaves y la fruta conocida como la granada; la cual está representada en su cetro y orbe de mineral granate. Uno de los epítetos del propio Hades en japonés, "冥王" (Meiō Rey Oscuro?), y que integra el nombre de "冥王星" (Meiōsei Estrella del rey oscuro?) con el cual los japoneses identifican al planeta Plutón, aparece más adelante como el apellido de Setsuna; la joven universitaria bajo cuya identidad el personaje adopta, finalmente, un nuevo alter ego para vivir junto a las demás justicieras; como una persona común y corriente.
Tanto en la segunda como en la tercera temporada, Sailor Pluto es explícitamente denominada como una descendiente del dios del Tiempo, Chronos (figura mítica que luego fue identificada con Crono, el progenitor de Hades; a quien éste le "robó" sus armas). En la historia original de Sailor Moon, adicionalmente, el inframundo donde se halla el portal que custodia Sailor Pluto es conocido como "el umbral del Tiempo" (時間のはざま Jikan no hazama?); o "umbral del espacio-tiempo" (時空のはざま  jikū no hazama?); mientras que el portal es conocido como "la puerta del espacio-tiempo" (時空の扉 jikū no tobira?) o "puerta del inframundo, entre un tiempo y otro" (時間と時間のはざまにある冥土の扉 Jikan to jikan no hazama ni aru meido no tobira?). De manera similar a como sucede en las interpretaciones modernas del inframundo griego, el espacio-tiempo de la obra es descrito como un "reino prohibido" y como un lugar fuera del alcance de las leyes de la realidad física; donde el espacio aparece distorsionado y el tiempo no fluye. La puerta del inframundo, por otra parte, es un motivo recurrente en algunas formas del mito y el antiguo arte grecolatino; donde ya aparecía como una puerta "prohibida" y celosamente vigilada, ya que debía constituir la última barrera "infranqueable" entre dos mundos. En la serie, esta puerta es, también, la que permite viajar al pasado y al futuro. Si bien la temática del Tiempo (o de los viajes a través del Tiempo) nunca estuvo directamente asociada a las figuras de Hades o Plutón en la mitología, el conocimiento sobre el pasado y el futuro sí aparecía relacionado con el inframundo mítico, no sólo con las revelaciones que se creía podían ser solicitadas a las almas de los muertos; sino también a través del mitema del "viaje al Hades" o catábasis: una especie de subtipo del monomito del viaje del héroe en la Antigüedad clásica, en el cual un osado protagonista descubría que podía intentar la célebremente arriesgada y prohibida expedición (de ida y vuelta) al reino de los muertos; con el fin de regresar de allí "transformado" por el conocimiento de su propio destino, o bien, de regresar de allí tras haber obtenido (de los habitantes del inframundo) alguna clase de visión o revelación profética.
El citado poder "transformador" de los viajes al inframundo (un poder vinculado, también, con el planeta Plutón, en la astrología) es una cualidad que constituye, a su vez, un rasgo de coincidencia con el segundo título de "Guerrera de la Transformación" que Sailor Pluto recibe, finalmente, hacia la segunda mitad de la cuarta temporada de la historia.

## Aspectos y formas
Debido a que Setsuna Meiō es un personaje con diferentes encarnaciones, poderes especiales y transformaciones, y una vida más larga de lo normal que abarca desde la era del Milenio de Plata hasta el siglo XXX, ella asume diferentes aspectos e identidades a medida que la serie avanza.

### Sailor Pluto
Sailor Pluto es el alter ego de Setsuna, quien se describe a sí misma como la "Guerrera del Cambio, quien lleva la protección del planeta del Tiempo y el Espacio". Ella es la identidad de Setsuna como guerrera Sailor Senshi. Como el resto de las justicieras del equipo, lleva un uniforme similar a un sailor fuku y combate el mal por medio de una facultad mística conectada con un planeta o astro específico. El uniforme de Sailor Pluto se destaca por tener el cuello de marinero, la falda y las botas de color negro, además de sus moños de color rojo oscuro. Sailor Pluto representa al planeta enano Plutón y es una de las ocho guerreras que siguen a Sailor Moon, la protagonista. También es, junto a Sailor Uranus, Neptune y Saturn, una de las cuatro guerreras del Sistema Solar Externo, que protegen al reino del Milenio de Plata de amenazas del espacio exterior desde tiempos antiguos. En Sailor Moon Crystal, a su vez, Sailor Pluto también es denominada la "Guardiana del Inframundo", dado que es en el inframundo donde está el flujo del Espacio-Tiempo (con la apariencia de una dimensión brumosa) así como el misterioso portal que ella custodia, la Puerta Espacio-Temporal. 

Imagen de las partes del uniforme de Sailor Pluto

Sailor Pluto es reconocida por llevar consigo el báculo del Tiempo; un báculo oficialmente denominado como "Cetro Granate" que tiene el aspecto de una enorme y extremadamente larga "llave", en cuyo extremo superior se encuentra el Orbe Granate: uno de los Tres Talismanes Legendarios. Con este objeto en su poder, se cuenta que Sailor Pluto puede realizar técnicas de ofensiva y defensiva, así como manipular de alguna forma los portales cuatridimensionales, e incluso (aunque raramente, y con ciertas limitaciones) afectar el propio flujo del espacio-tiempo. Sin embargo, cabe mencionar que estas habilidades se encuentran limitadas por misteriosos "tabúes" que rigen el uso de su Orbe Granate (y cuyo origen nunca es del todo esclarecido). A medida que se hace más fuerte mientras avanza la serie, asimismo, cuando se dice que tanto Sailor Pluto como las demás guerreras han alcanzado niveles más altos de destreza como justicieras, sus uniformes cambian para reflejar esto; aunque siempre adoptando una apariencia similar al uniforme de la propia Sailor Moon. La primera vez que ella y las demás reciben un nuevo nivel de poder, éste adopta una apariencia similar al de Super Sailor Moon, y la segunda vez, solo en el manga, una similar al de Eternal Sailor Moon.

#### En el Milenio de Plata
Setsuna es, como el resto de las protagonistas, la reencarnación de una de las ocho guerreras que vivieron para proteger este reino en su vida pasada. En esos tiempos, cada planeta del Sistema Solar poseía una guerrera Sailor Senshi que lo protegía, y todas estas guerreras se unían para proteger en conjunto a todo el Sistema Solar. A su vez, las guerreras se subordinaban a la autoridad de la dinastía real del antiguo reino del Milenio de Plata, es decir la familia real de la Luna, quienes eran los guardianes más abnegados y poderosos de todo el Sistema. 
- Rol de Sailor Pluto

En la segunda temporada se cuenta que, durante su vida anterior como Sailor Pluto, Setsuna era parte del reino del Milenio de Plata; aun cuando ella no estaba junto a sus compañeras, las otras Sailor Senshi del Sistema Solar.

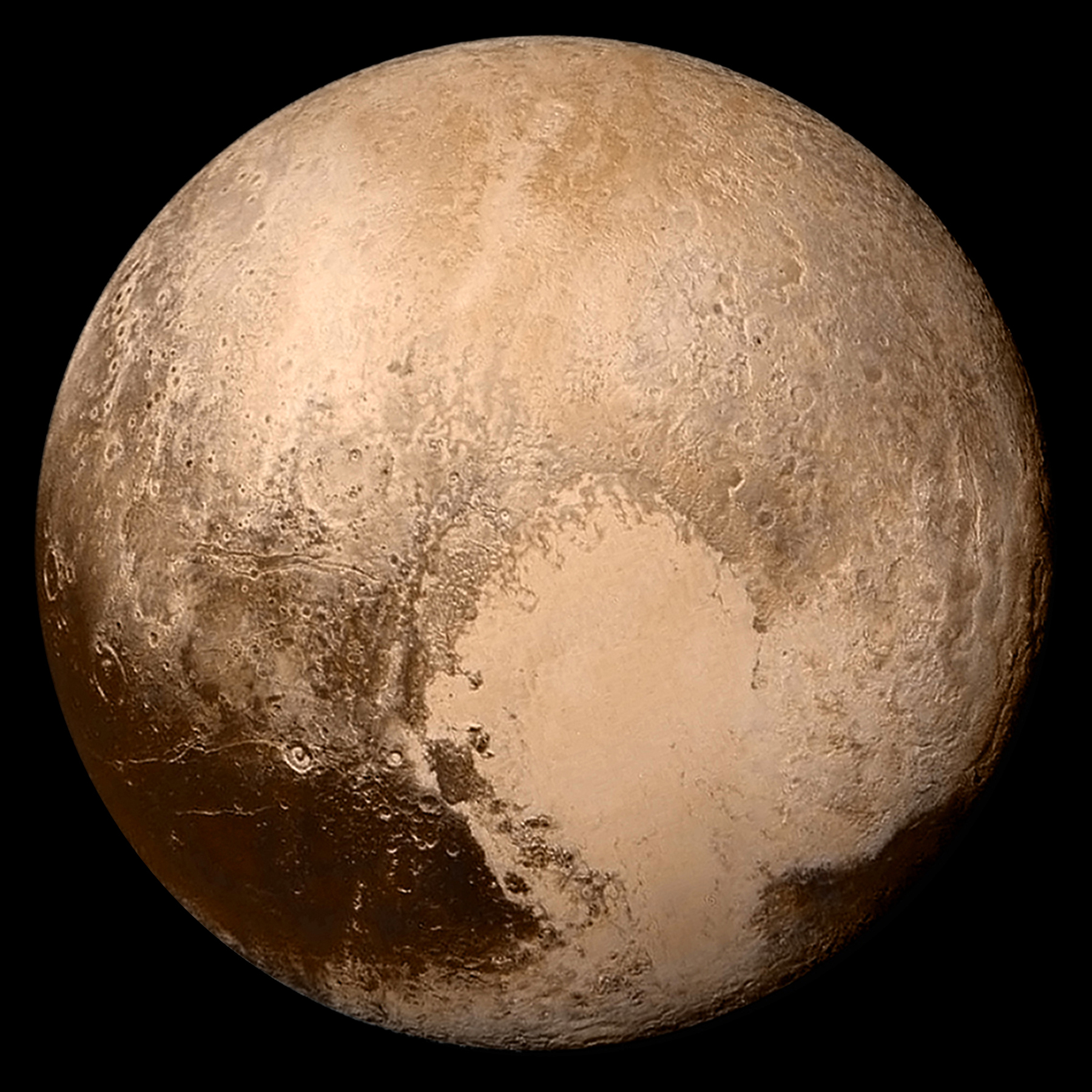
Plutón, el planeta natal de Sailor Pluto.

En el manga y en Sailor Moon Crystal, adicionalmente, se expresa explíctamente que, en realidad, ninguna de las otras guerreras del Sistema Solar Externo (Sailor Uranus, Neptune, y Saturn) vivía tampoco en el Milenio de Plata; sino que lo protegían (así como también al resto de los planetas del Sistema) desde la distancia. Mientras que Sailor Saturn se encontraba sumida en un sueño perpetuo hasta que se requiriera su presencia, Sailor Urano y Sailor Neptuno se hallaban vigilando las fronteras del Sistema Solar desde sus planetas respectivos, Urano y Neptuno. Junto con Sailor Saturn, la guerrera destructora, todas ellas eran consideradas como las guerreras guardianas del Sistema Solar Externo; aunque nunca habían visto a Saturn, y solo sabían que ésta aparecería únicamente en el instante en que un mundo debía ser aniquilado. Sailor Uranus y Neptune, al igual que Sailor Pluto, debían a permanecer siempre en actitud de vigilancia, en sus planetas o lugares designados. Todas ellas vigilaban que ningún invasor entrara desde afuera a atacar al resto de los planetas, incluida la Tierra, o a atacar el reino del Milenio de Plata que se encontraba en la Luna. Como no podían abandonar sus puestos, estas tres nunca podían reunirse en un mismo planeta, ni tampoco conocer a la princesa Serenity (hija de la Reina Serenity) y a las otras cuatro guerreras, que vivían en el reino de la Luna.
- El fin del Reino de la Luna

A pesar de que ellas se encontraban siempre lejos, vigilando esos lugares, el reino lunar del Milenio de Plata era el lugar que consideraban como su verdadero hogar y patria. Pero cuando la entidad conocida como Metalia provocó una gran guerra entre la Luna y la Tierra, cada uno de los talismanes que ellas poseían se pusieron a resonar. Fue en ese momento que Sailor Pluto, Uranus y Neptune se pudieron reunir en un mismo planeta. Sin saberlo, sus tres talismanes invocaron a Sailor Saturn, quien despertó y apareció por primera vez ante ellas para acabar de destruir lo que quedaba de vida en los planetas del Sistema Solar.
Una vez ocurrido esto, las almas de Sailor Uranus, Neptune y Saturn fueron enviadas a reencarnar en el futuro, en la Tierra del sigo 20. Sailor Pluto, en cambio, no murió ni fue reencarnada en esa ocasión, sino que continuó con su misión de proteger la Puerta del Tiempo.

#### Tabúes de la Piedra Granate
En el manga, además, se cuentan algunos datos adicionales. Se revela que fue la propia Reina Serenity, gobernante del antiguo reino del Milenio de Plata, quien le dijo a Sailor Pluto en qué consistía su misión como guardiana de la Puerta Espacio-Temporal. Le contó que gracias a la piedra roja de granate en el extremo de su báculo, Sailor Pluto tenía el poder de manipular el Tiempo. Aun así su misión y poderes estaban sujetos a tres tabúes que jamás debían romperse. Uno de estos tabúes consistía, primero, en que jamás debía permitir que nadie viajara a través de la puerta que ella vigila. El segundo, que jamás debía dejar esa puerta sin protección. Y tercero, que jamás debía usar el poder de la piedra de granate para detener el Tiempo. De acuerdo a la Reina Serenity, Sailor Pluto solo podía usar la piedra de granate para ese último fin a costa de su propia vida.

#### En la historia deSailor Moon
Después de la destrucción del antiguo Milenio de Plata, Sailor Pluto continúa siempre con su deber como guardiana, hasta que conoce a Chibiusa y se hacen grandes amigas. En el manga y en Crystal, es en su deseo de ayudar a Chibiusa que Sailor Pluto acaba rompiendo los tres tabúes cuando Chibiusa y la Tierra del siglo 30 son amenazados por los de "Black Moon". Sailor Pluto incluso sacrifica su vida para salvar a la Tierra del siglo 30 de los malvados planes de este grupo; con lo cual la Neo Reina Serenity decide enviar el alma de ésta a reencarnar en el pasado (junto con Uranus, Neptune y Saturn). Sin embargo, se cuenta que luego de la destrucción del antiguo Milenio de Plata las guerreras del Sistema Solar Externo siempre habían creído que no podían renacer todas en el mismo planeta, para que sus talismanes no pudieran volver a resonar e invocar de nuevo a Sailor Saturn. Pero gracias a la intervención de la Neo Reina Serenity, la renacida Sailor Pluto acaba reencontrándose con Uranus y Neptune en la Tierra del siglo 20. Las tres acaban reuniéndose en el mismo siglo y planeta, esta vez bajo sus nuevas identidades de Setsuna, Haruka y Michiru. Esto, con el tiempo, causa que Setsuna recupere la memoria de su vida previa como Sailor Pluto. Con este reencuentro empezaron a temer, por algún tiempo, que sus talismanes pudieran ponerse a resonar otra vez e invocar a Saturn para destruir el mundo, de la misma forma en que lo habían hecho en su vida pasada. A pesar de esto, al final Saturn se convierte en su aliada y a partir de entonces Pluto, Uranus, Neptune y Saturn, las cuatro guerreras del Sistema Solar Externo, siempre pelean juntas para combatir el mal al lado de la protagonista, Sailor Moon.

### Princesa Pluto o Princesa Plutón
En el manga, al igual que a las demás guerreras, se representa a Sailor Pluto como princesa de su objeto astronómico de origen desde los tiempos del antiguo Milenio de Plata. Como princesa, posee un palacio real en el planeta enano Plutón, denominado castillo "Charon", y recibe el nombre de Princesa Pluto o Plutón. Para identificarse oficialmente como la princesa de su planeta enano, ella lleva un vestido de color negro grisáceo -- Setsuna aparece de este modo en la película Sailor Moon Eternal, en el Acto 41 del manga original y en materiales adicionales.

## Poderes

### Frases de transformación
Las siguientes son las frases que Sestuna Meiō pronuncia al transformarse en Sailor Pluto: 

### Otras habilidades
Las siguientes son algunas habilidades adicionales que Sailor Pluto solo mostró en el manga o en  Sailor Moon Crystal, y no en la primera adaptación animada: